# Fyr og Flamme (musikduo)
Fyr og Flamme er en dansk musikduo bestående af Jesper Groth og Laurits Emanuel der repræsenterede Danmark i Eurovision Song Contest 2021, med sangen "Øve os på hinanden".
Fyr og Flamme fik først succes i 2020 med debutsinglen "Menneskeforbruger", som i september 2020 lå nummer 1 på P3 Listen. I december 2020 udgav gruppen sin anden single, "Kamæleon", og i marts 2021 vandt de Dansk Melodi Grand Prix 2021 med "Øve os på hinanden".

## Diskografi

### Sange
| År   | Sang                           | Andet                              |
| ---- | ------------------------------ | ---------------------------------- |
| 2020 | "Menneskeforbruger"            |                                    |
| 2020 | "Kamæleon"                     |                                    |
| 2021 | "Øve os på hinanden"           | Vandt Dansk Melodi Grand Prix 2021 |
| 2021 | "Kæreste"                      |                                    |
| 2022 | "Hvem tror du egentlig du er?" |                                    |
| 2022 | "Mig der kalder"               |                                    |
| 2022 | "Her hos mig"                  |                                    |
| 2023 | "Kærlighed og Krig"            |                                    |
| 2023 | "Julekys"                      |                                    |

### Album
| År   | Album           |
| ---- | --------------- |
| 2021 | "Fyr og Flamme" |

### Uudgivne sange
- Russisk Roulette (2018)
- Marianne (2021)